# České Budějovice (nádraží)
České Budějovice jsou hlavní železniční stanice a seřaďovací nádraží v Českých Budějovicích v Jihočeském kraji. Nachází se na křižovatce mezinárodního koridoru vedoucího z Prahy na jih do Lince v Rakousku s několika vnitrostátními tratěmi. Jeho novorenesanční budova, jež byla dokončena v roce 1908, se nachází na Nádražní ulici, kousek na východ od centra města. Stanice rozděluje město, po dlouhou dobu byl podjezd na Rudolfovské třídě skoro jediným spojením části Suché Vrbné s centrem.
Do stanice ústí železniční tratě od Plzně, od Gmündu, od Volar, od Summerau a od Prahy.
Většinu osobní dopravy provozují České dráhy, ale některé jsou provozovány společností Arriva vlaky a GW Train Regio. Na území města se nacházejí též železniční zastávky České Budějovice jižní zastávka, České Budějovice severní zastávka a Nové Hodějovice. Součástí stanice je rovněž předsunuté jižní zhlaví Rožnov, dříve se jednalo o samostatnou odbočku.

## Historie
Historie železniční dopravy v Českých Budějovicích začala již v roce 1828 s otevřením koněspřežky do Lince, ale teprve roku 1868 bylo otevřeno nové nádraží pro lokomotivy v blízkosti toho současného. Na začátku 20. století, jak se železnice dále rozšiřovaly, byla na stejných tratích postavena mnohem větší stanice nedaleko na sever od staré. Budovy nádraží navrhl Gustav Kulhavý v neorenesančním stylu se secesními prvky a postavila je firma J. M. Kohler a syn. Otevřeny byly v roce 1908 a první vlak, jenž na nádraží zastavil, byl vlak z Terstu do Prahy dne 17. prosince stejného roku. V současnosti je budova chráněna jako kulturní památka.
Při náletu na město bylo na jaře roku 1945 těžce poškozeno jižní křídlo nádražní budovy. Opraveno bylo po konci druhé světové války.
V roce 2016 stanici převzala do správy organizace Správa železniční dopravní cesty (SŽDC), která hned nato plánovala rekonstrukci stanice v hodnotě přibližně 150 milionů Kč se začátkem v roce 2018. Ta byla nakonec zahájena v červenci 2020 s rozpočtem 689 milionů Kč a plánovaným koncem v druhé polovině roku 2022. Kromě nutných oprav fasády a vylepšení provozních prostorů patřily mezi plánované změny posunutí hlavního vchodu naproti Lannově třídě nebo rozšíření obchodní zóny. Cestující měli během celého období přestavby k dispozici jak pokladny, tak toalety. Podle aktualizace údajů ze srpna 2022 by rekonstrukce budovy měla skončit až v prosinci 2023 a její cena byla kvůli vícepracím navýšena na 755 milionů korun. Zcela rekonstruovaná budova byla otevřena 5. února 2024 a celkové náklady činily 1 053 000 000 Kč.
24. dubna 2025 byla budova nádraží vyhlášena sdružením historických sídel Čech, Moravy a Slezska památkou roku 2024.
Správa železnic plánuje mezi lety 2027 a 2028 prodloužit severní podchod tak, aby spojoval přednádražní prostor s Dobrovodskou ulicí, kde má vzniknou nový parkovací dům. Součástí návrhu je i výstavba nového 5. nástupiště.

## Služby
Stanice je obsluhována jednou rychlostní trasou a třemi dálkovými trasami provozovanými Českými drahami a linkou do Volar provozovanou společností GW Train Regio. Stanice má vnitrostátní i mezinárodní pokladní přepážku, ČD centrum, k dispozici jsou samoobslužné ukládací skříňky. Ve stanici je směnárna, restaurace, bufet, rychlé občerstvení i obchody. Přímo před nádražím je zastávka MHD Nádraží.
V severním křídle budovy je umístěna služebna Oddělení hlídkové služby Policie České republiky.

## Galerie

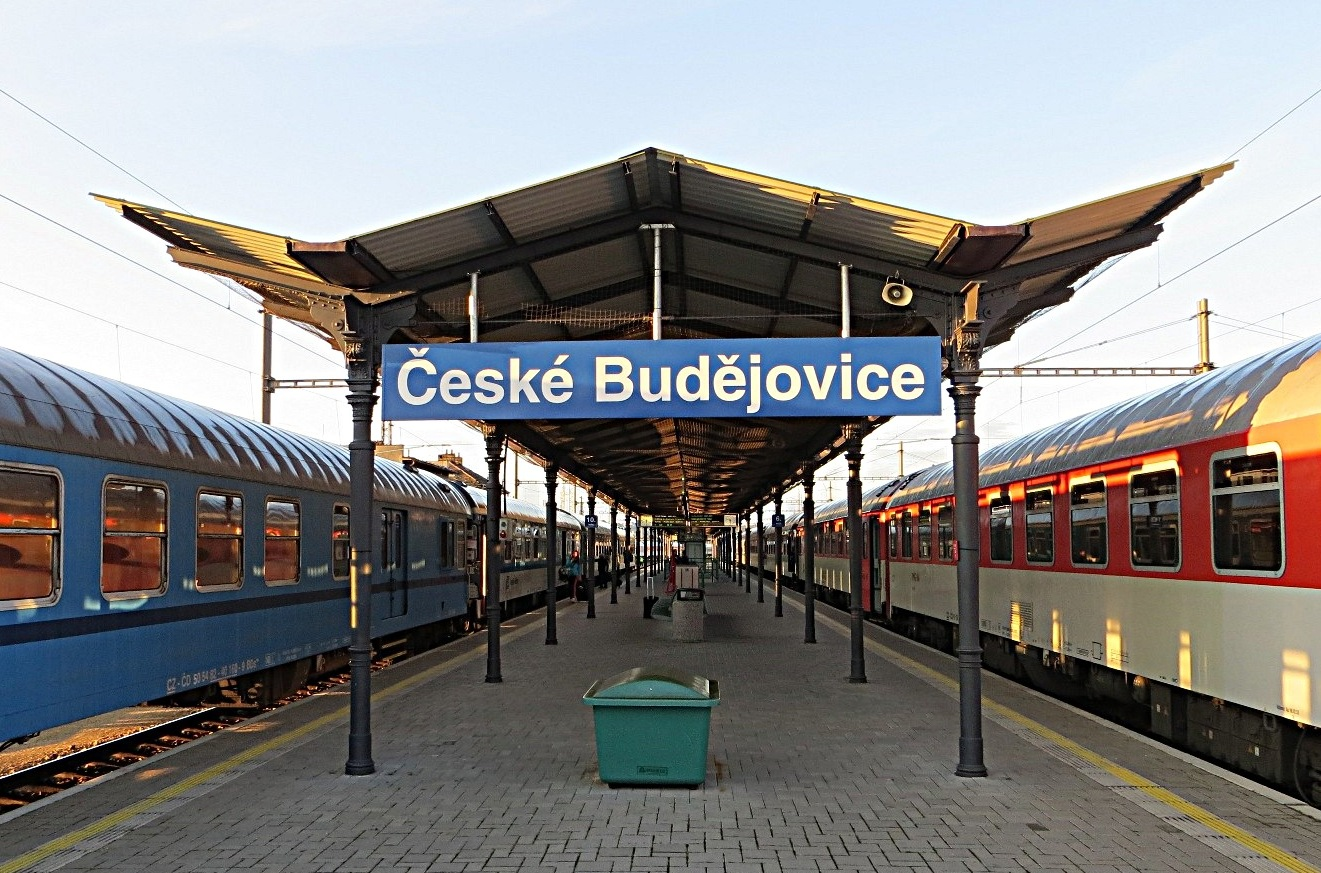
Nástupiště s označením stanice
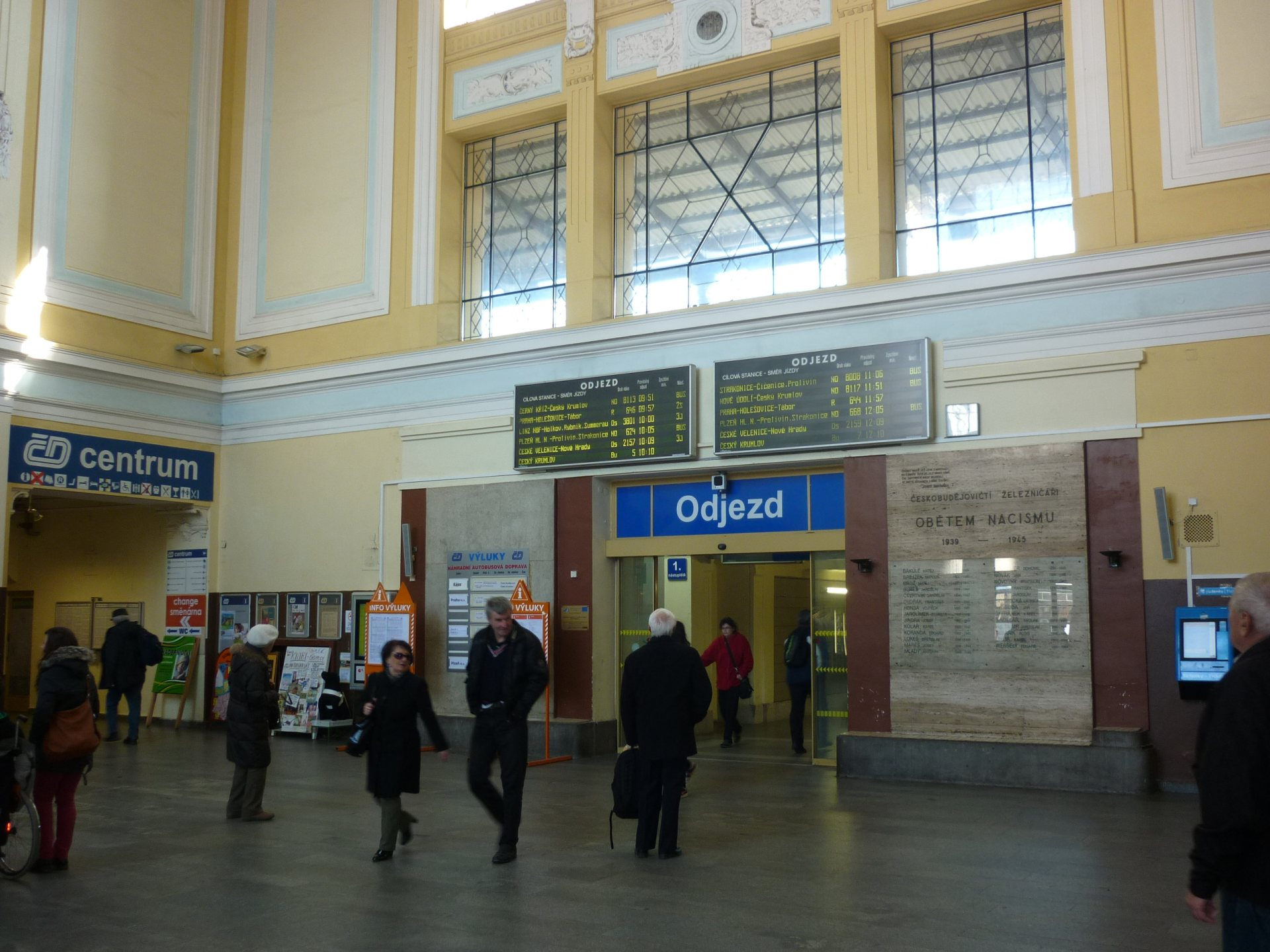
Hlavní hala (před rekonstrukcí)
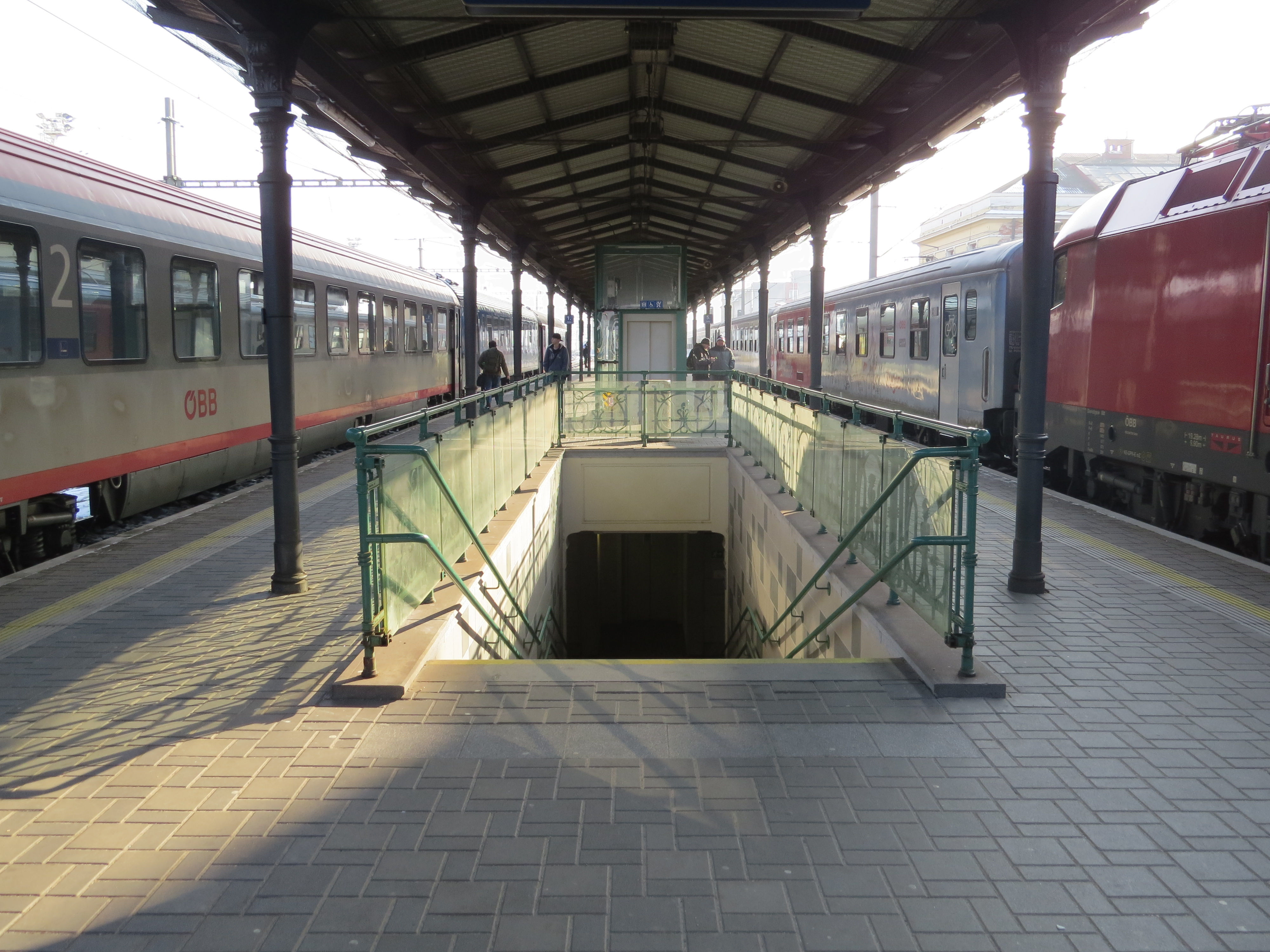
Nástupiště a podchod
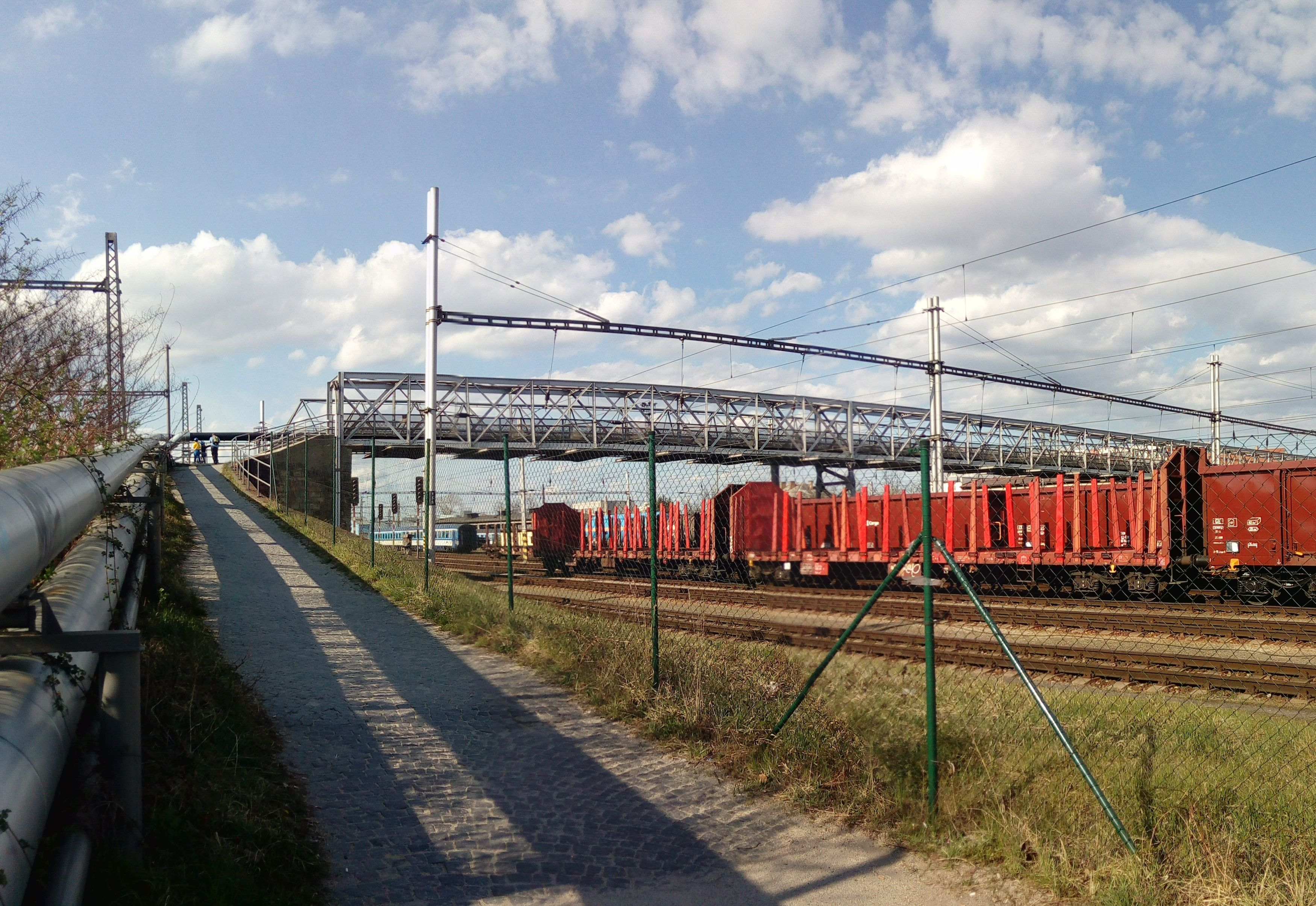
Lávka nad kolejemi
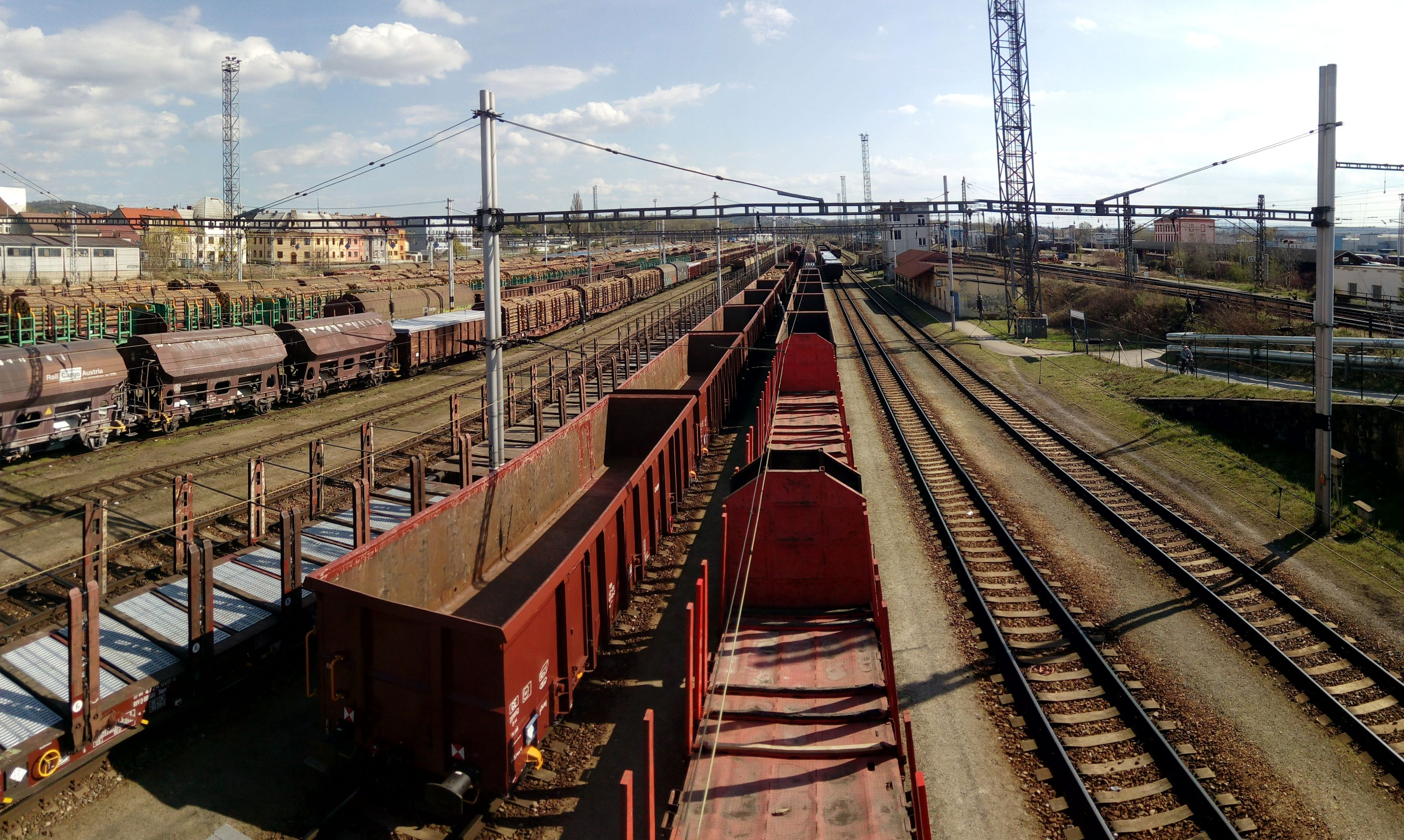
Pohled na dráhy z lávky
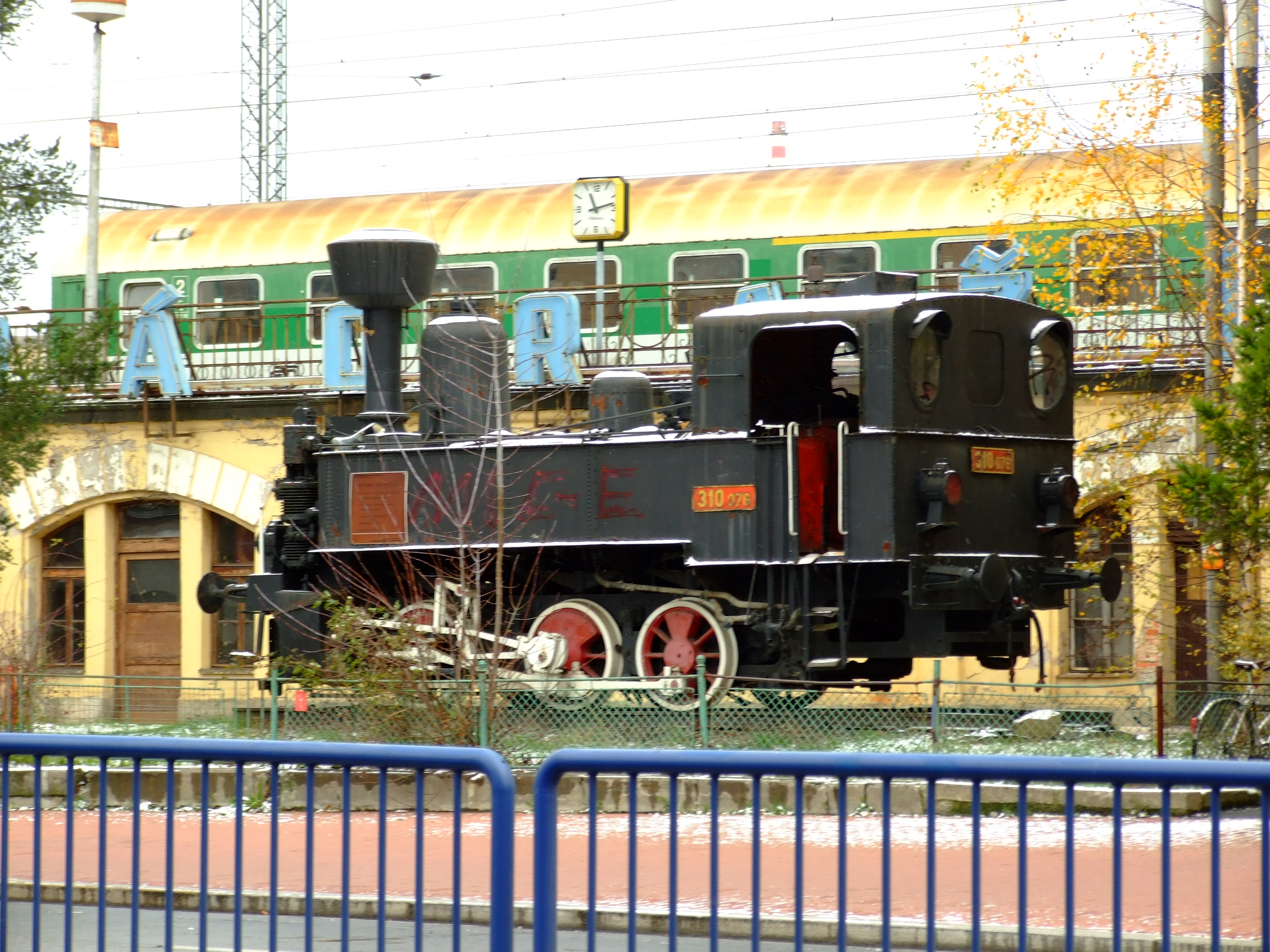
Lokomotiva, jež stávala u hlavní budovy
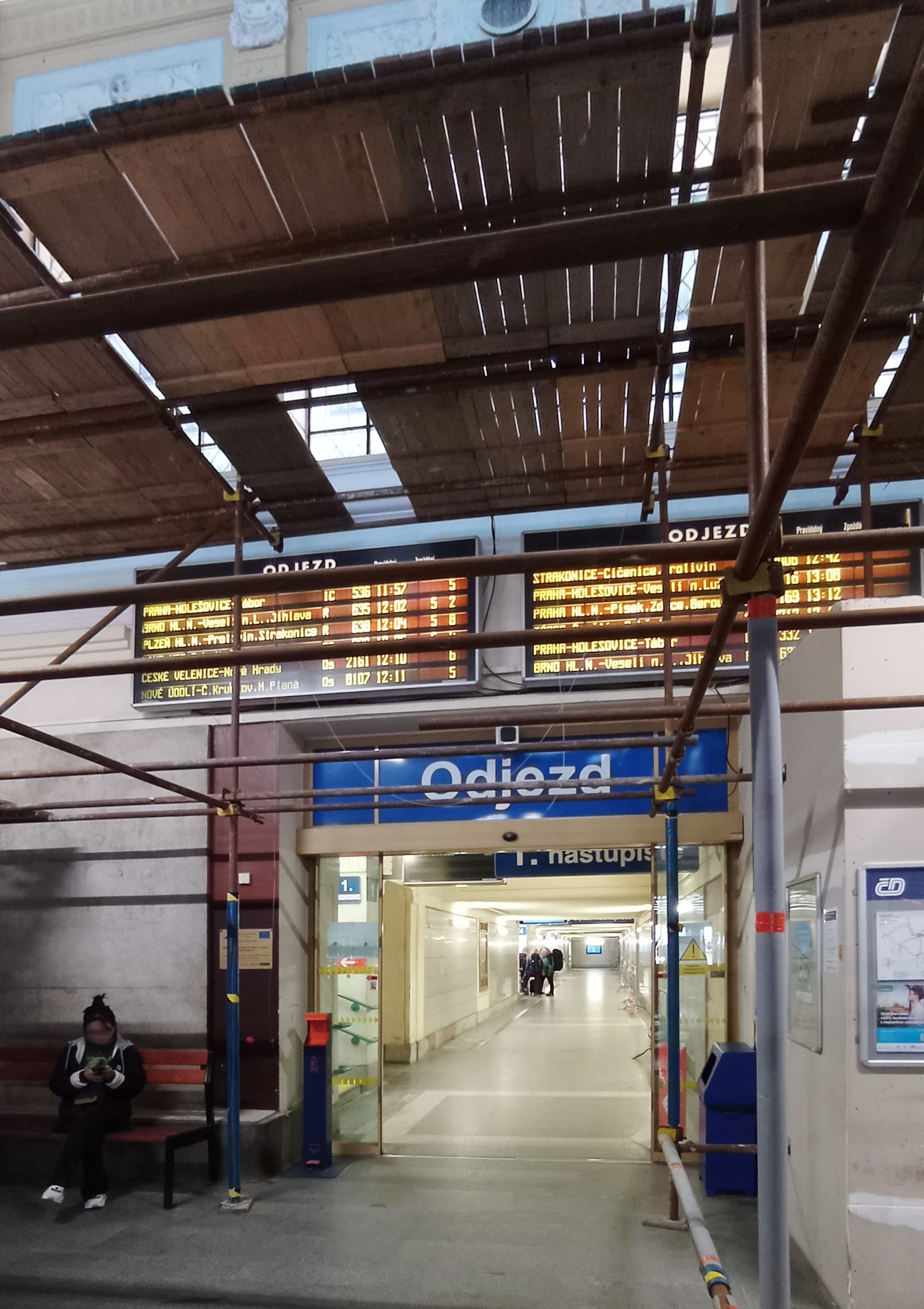
Hlavní hala během rekonstrukce v roce 2022
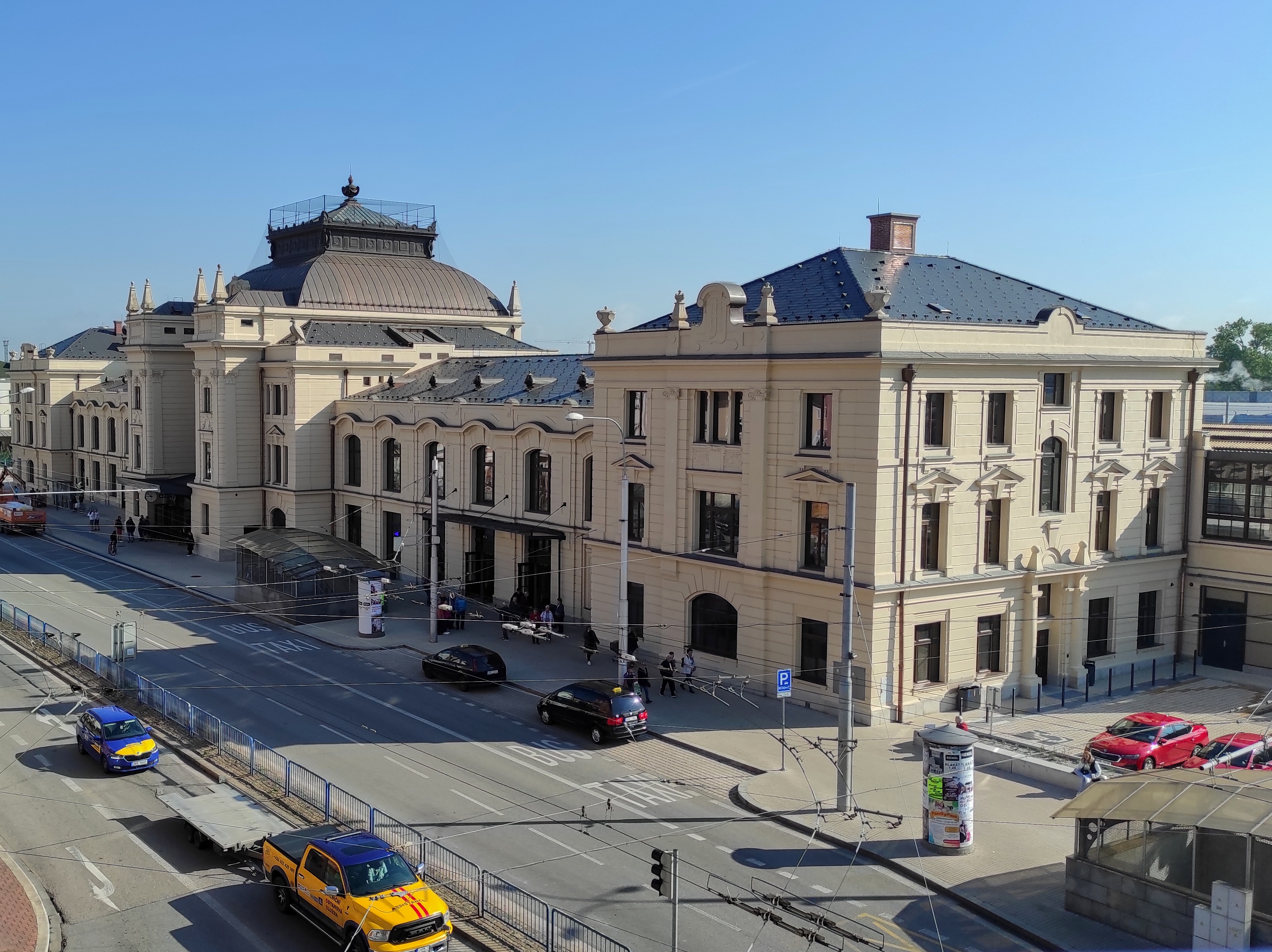
Pohled na budovu z ulice Nádražní (po rekonstrukci)
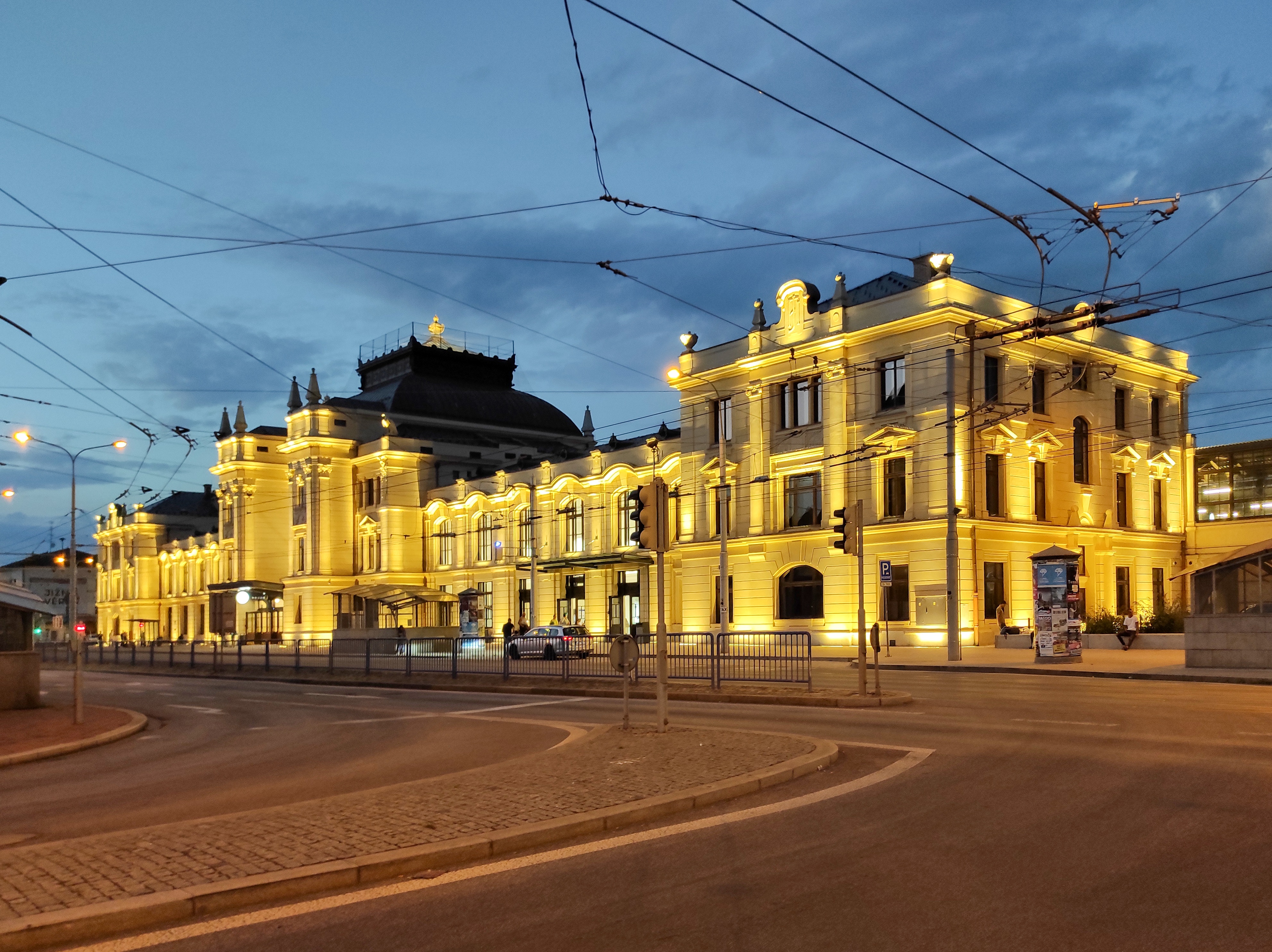
Noční pohled na budovu z ulice Nádražní
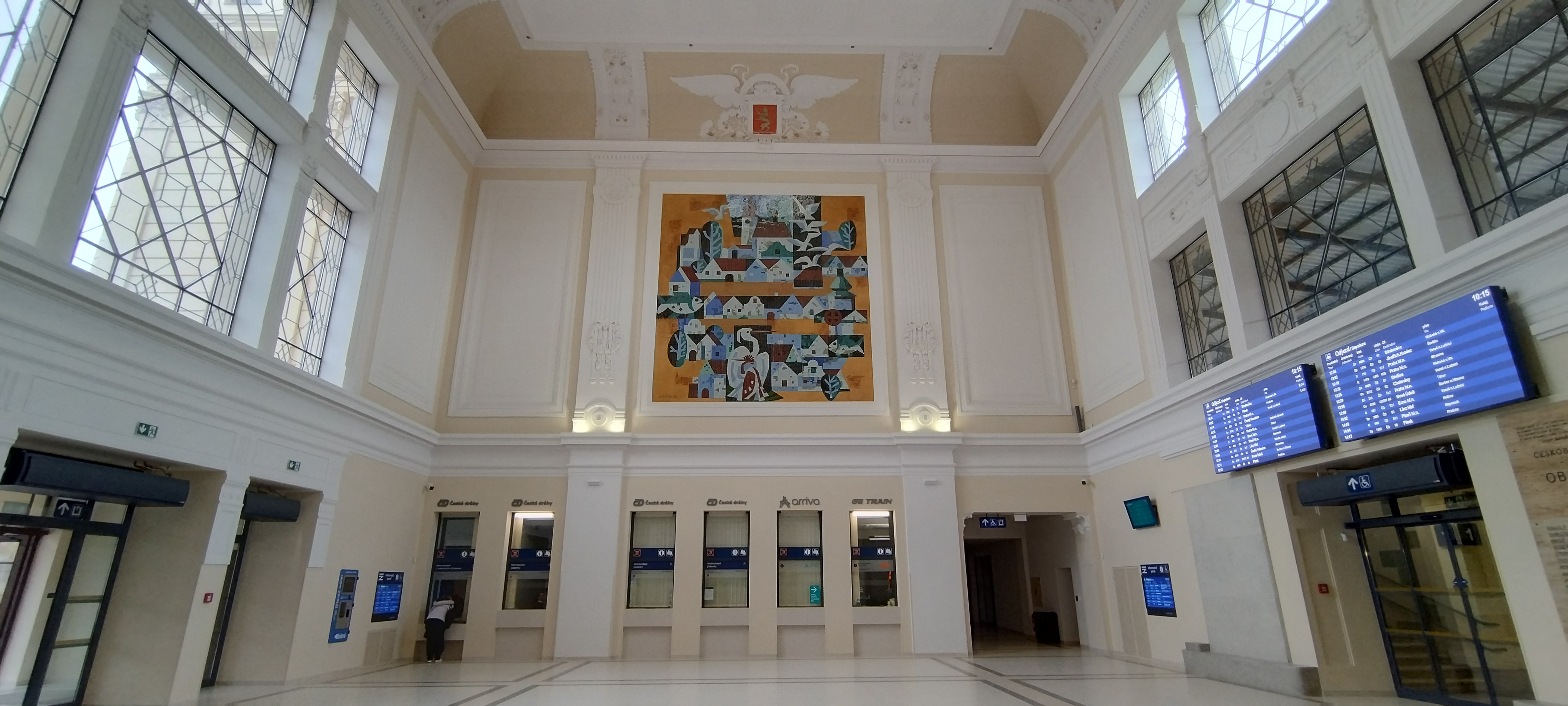
Odjezdová hala (po rekonstrukci)
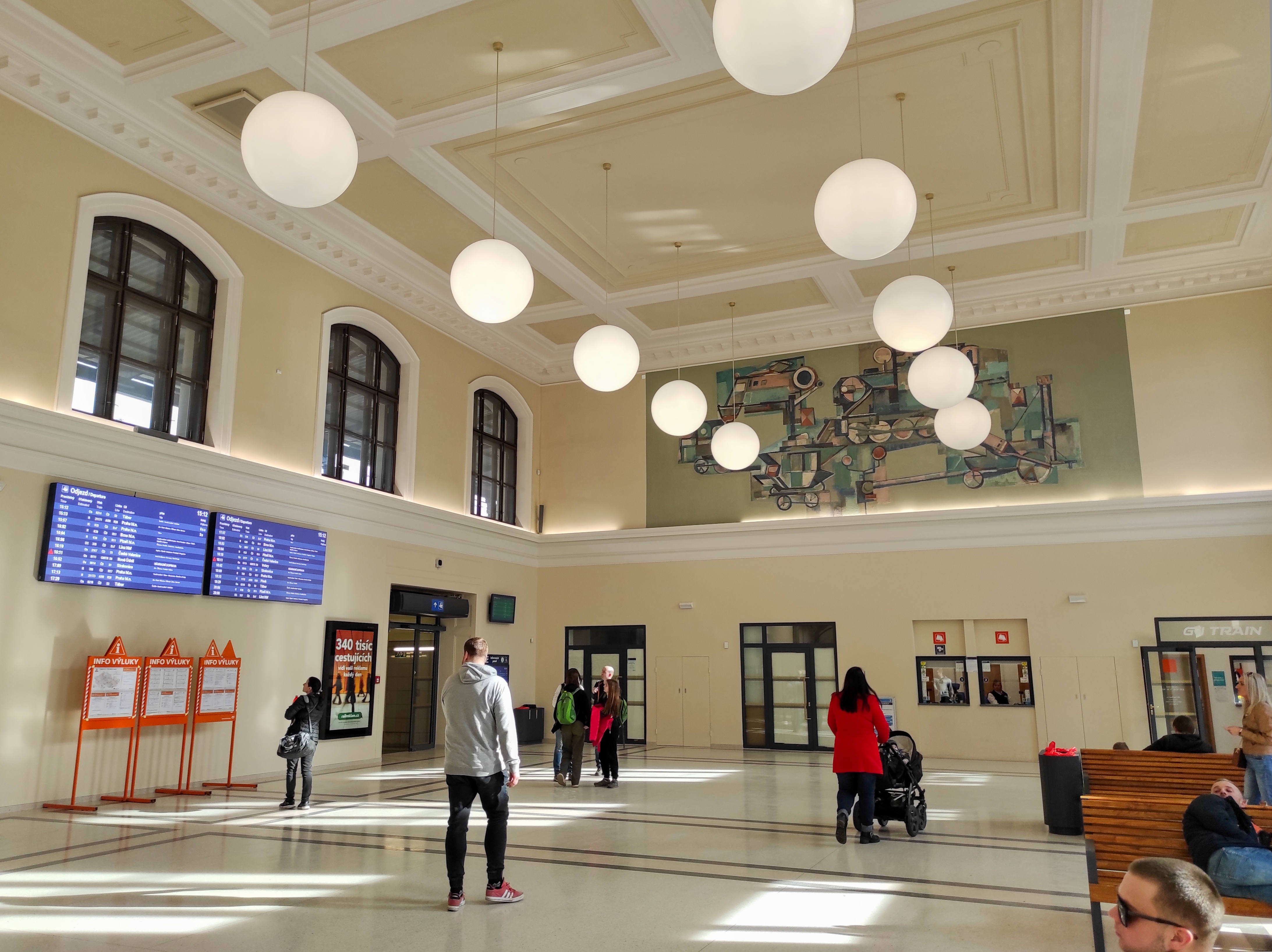
Příjezdová hala v druhé části rekonstrukce
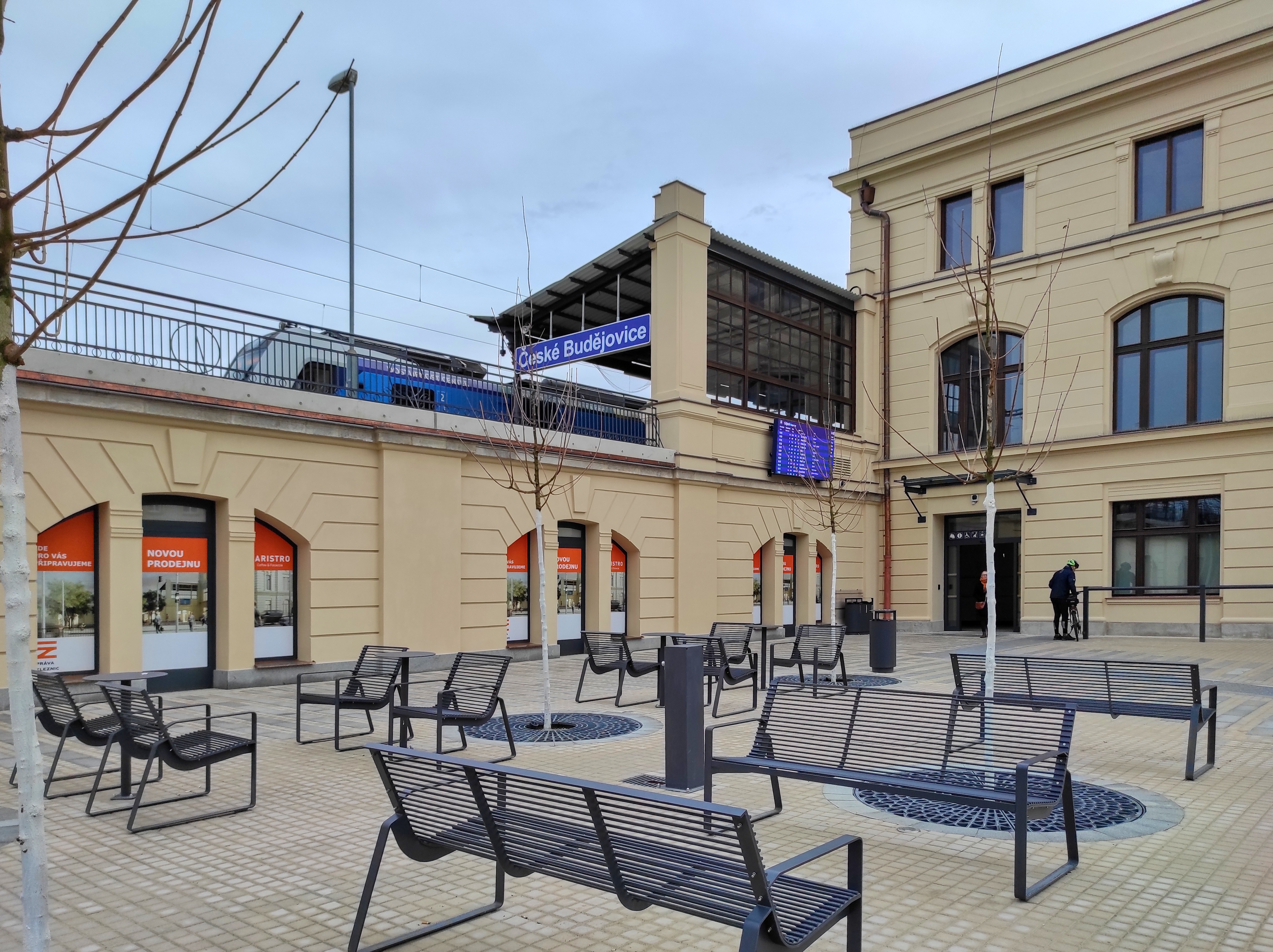
Parčík naproti Lannově třídě a nový vstup do budovy